# یواس‌اس وینسنت (اس‌پی-۳۲۴۶)
یواس‌اس وینسنت (اس‌پی-۳۲۴۶) (به انگلیسی: USS Vincent (SP-3246)) یک کشتی بود که طول آن ۴۹ فوت ۰ اینچ (۱۴٫۹۴ متر) بود. این کشتی در سال ۱۹۰۹ ساخته شد.